# Boliche nos Jogos Sul-Americanos de 2010
As competições de boliche nos Jogos Sul-Americanos de 2010 ocorreram entre 24 e 28 de março na Bolera Municipal, em Medellín. Quinze eventos foram disputados.

## Calendário
| Março   | 17 | 18 | 19 | 20 | 21 | 22 | 23 | 24 | 25 | 26 | 27 | 28 | 29 | 30 | T  |
| ------- | -- | -- | -- | -- | -- | -- | -- | -- | -- | -- | -- | -- | -- | -- | -- |
| Boliche |    |    |    |    |    |    |    | 2  | 2  | 3  | 6  | 2  |    |    | 15 |

## Medalhistas
Masculino
| Evento                       | Ouro                                                                                        | Prata                                                                    | Bronze                                                                                         |
| Individual                   | Manuel Otalora Ortiz COL Colômbia                                                           | Jaime Gómez Ardila COL Colômbia                                          | Ildemaro Ruiz VEN Venezuela                                                                    |
| Duplas                       | Jaime Gómez Ardila Manuel Otalora Ortiz COL Colômbia                                        | Juliano Oliveira Charles Robini BRA Brasil                               | Jaime Monroy Perdomo Jorge Romero Ríos COL Colômbia                                            |
| Trios                        | Jaime Monroy Perdomo Jaime Gómez Ardila Manuel Otalora Ortiz COL Colômbia                   | Ricardo Dalla Rosa Jonathan Hocsman Christian Saint Bonnet ARG Argentina | Rafael Medina Luis Olivo Ildemaro Ruiz VEN Venezuela                                           |
| Quartetos                    | Jaime Monroy Perdomo Jorge Romero Ríos Jaime Gómez Ardila Manuel Otalora Ortiz COL Colômbia | Danny Fung Sun Rafael Medina Luis Olivo Ildemaro Ruiz VEN Venezuela      | Ricardo Dalla Rosa Jonathan Hocsman Sebastián Montalbetti Christian Saint Bonnet ARG Argentina |
| Todos os eventos por equipes | Jaime Monroy Perdomo Jorge Romero Ríos Jaime Gómez Ardila Manuel Otalora Ortiz COL Colômbia | Danny Fung Sun Rafael Medina Luis Olivo Ildemaro Ruiz VEN Venezuela      | Walter Costa Juliano Oliveira Charles Robini Márcio Vieira BRA Brasil                          |
| Todos os eventos individual  | Manuel Otalora Ortiz COL Colômbia                                                           | Jaime Monroy Perdomo COL Colômbia                                        | Rafael Medina VEN Venezuela                                                                    |
| Masters                      | Jaime Gómez Ardila COL Colômbia                                                             | Jaime Monroy Perdomo COL Colômbia                                        | Emiel Samander AHO Antilhas Neerlandesas                                                       |

Feminino
| Evento                       | Ouro                                                                                                 | Prata                                                                                      | Bronze                                                                      |
| Individual                   | Clara Guerrero Londoño COL Colômbia                                                                  | Rocío Restrepo Lugo COL Colômbia                                                           | Marizete Scheer BRA Brasil                                                  |
| Duplas                       | Clara Guerrero Londoño Rocío Restrepo Lugo COL Colômbia                                              | Ingellimar Contreras Alicia Marcano VEN Venezuela                                          | Patricia de Faria Joan Patricia González VEN Venezuela                      |
| Trios                        | Ingellimar Contreras Patricia de Faria Alicia Marcano VEN Venezuela                                  | Laura Fonnegra Mantilla Clara Guerrero Londoño Rocío Restrepo Lugo COL Colômbia            | Shary Albertus Kamilah Dammers Thashaina Seraus ARU Aruba                   |
| Quartetos                    | Laura Fonnegra Mantilla Clara Guerrero Londoño Anggie Ramírez Perea Rocío Restrepo Lugo COL Colômbia | Ingellimar Contreras Patricia de Faria Joan Patricia González Alicia Marcano VEN Venezuela | Jacqueline Costa Roberta Rodrigues Roseli Santos Marizete Scheer BRA Brasil |
| Todos os eventos por equipes | Laura Fonnegra Mantilla Clara Guerrero Londoño Anggie Ramírez Perea Rocío Restrepo Lugo COL Colômbia | Ingellimar Contreras Patricia de Faria Joan Patricia González Alicia Marcano VEN Venezuela | Jacqueline Costa Roberta Rodrigues Roseli Santos Marizete Scheer BRA Brasil |
| Todos os eventos individual  | Clara Guerrero Londoño COL Colômbia                                                                  | Alicia Marcano VEN Venezuela                                                               | Ingellimar Contreras VEN Venezuela                                          |
| Masters                      | Clara Guerrero Londoño COL Colômbia                                                                  | Patricia de Faria VEN Venezuela                                                            | Laura Fonnegra Mantilla COL Colômbia Roberta Rodrigues BRA Brasil           |

Misto
| Evento | Ouro                                                | Prata                                                      | Bronze                                   |
| Duplas | Jorge Romero Ríos Anggie Ramírez Perea COL Colômbia | Sebastián Montalbetti María Pérez de la Losa ARG Argentina | Walter Costa Jacqueline Costa BRA Brasil |

## Quadro de medalhas
| Ordem | País                | Medalha de ouro | Medalha de prata | Medalha de bronze | Total |
| ----- | ------------------- | --------------- | ---------------- | ----------------- | ----- |
| 1     | Colômbia            | 14              | 5                | 2                 | 21    |
| 2     | Venezuela           | 1               | 7                | 5                 | 13    |
| 3     | Argentina           |                 | 2                | 1                 | 3     |
| 4     | Brasil              |                 | 1                | 6                 | 7     |
| 5     | Antilhas Holandesas |                 |                  | 1                 | 1     |
| 5     | Aruba               |                 |                  | 1                 | 1     |
| TOTAL | TOTAL               | 15              | 15               | 16                | 46    |